# Zaśpicze
Zaśpicze – wieś w Polsce położona w województwie podlaskim, w powiecie sokólskim, w gminie Sokółka.
W latach 1975–1998 miejscowość administracyjnie należała do województwa białostockiego.
W 1896 w Zaśpiczach urodził się Kazimierz Wróblewski, major piechoty Wojska Polskiego.
13 września 1920 r. bolszewicy rozstrzelali dziewięciu mieszkańców wsi Zaśpicze, którzy wspomagali polskich żołnierzy w walce o tę miejscowość w Bitwie Niemeńskiej.